# だれかの木琴
『だれかの木琴』（だれかのもっきん）は、井上荒野による小説。『星星峡』2009年10月号から2010年8月号に連載され、加筆・訂正されて2011年に幻冬舎から刊行された。
2016年に映画化された。

## 概要
著者の井上荒野は、異常者として扱われるストーカーもストーカーとして生まれてきたわけではなく、ある時からだんだんとなっていくものではないかと本作を執筆。自分ももしかしたらなり得るかもという状況で起こる異常さを描いている。
2016年には映画化もされるが、そのきっかけは国内外問わず数々の映画賞を受賞してきた名匠・東陽一が本屋でいろいろな小説の題名を眺めていたとき、この本だけは題名を見ても内容がわからず購入して読んでみたところ、様々な解釈が持てる余白のある内容に惹かれたことだった。

## あらすじ
警備機器会社に勤める優しい夫・光太郎と中学生の娘・かんなの3人暮らしの平凡な主婦・親海小夜子は新しく引っ越してきた新居の近くに美容院を見つけ客となる。そこで出会った担当美容師の山田海斗に髪をカットされ、帰宅後、海斗からお礼の営業メールを貰った事をきっかけに小夜子の心に変化が芽生える。営業メールに返信を続けたり、美容院での会話を頼りに海斗の自宅を突き止めたり次第に海斗への執着がエスカレートしていく小夜子。海斗の彼女・唯も巻き込み、次第に海斗も危険を感じ始めていく。

## 登場人物
親海 小夜子（およみ さよこ）
主人公。主婦。41歳。
山田 海斗（やまだ かいと）
ヘアサロン「MINT」の美容師。20代半ば。3か月前に転勤してきた。
親海 光太郎（およみ こうたろう）
小夜子の夫。46歳。警備会社に勤めている。身長は180cm近く、高校と大学でラグビーをやっていたこともあり、体はがっちり、南方系の顔立ちをしている。小夜子を抱く時にはいつも他の女の顔を思い浮かべるのが常になっている。
親海 かんな（およみ かんな）
小夜子と光太郎の一人娘。13歳。私立中学入学と同時に体操部に入部した。
伊古田（いこた）
ヘアサロン「MINT」の店長。40代。海斗には反感丸出しの態度をとる。
真藤 唯（しんどう ゆい）
海斗の恋人。美容学校時代に知り合った。卒業後は都内のヘアサロンに2年ほど勤めたが、その後はバイトを次々変えた後、現在は青山のセレクトショップ「princess・neige」で働いている。
大森
海斗が行きつけの飲み屋「ふくろう」のマスター。プロレスラーのように大きな髭面の男。

## 映画
2016年9月10日公開。
第29回東京国際映画祭Japan Now部門で上映された。

### キャスト
- 親海小夜子：常盤貴子
- 山田海斗：池松壮亮
- 真藤唯：佐津川愛美
- 親海光太郎：勝村政信
- 山田真歩
- 岸井ゆきの
- 親海かんな：木村美言
- マスター：小市慢太郎
- 細山田隆人
- 河井青葉
- 螢雪次朗

### スタッフ
- 監督：東陽一
- 脚本：東陽一
- 原作：井上荒野
- プロデューサー：山上徹二郎
- アソシエイトプロデューサー：鈴木俊明、城戸史朗
- ラインプロデューサー：渡辺栄二
- 撮影：辻智彦
- 編集：東陽一 、大重裕二
- 照明：大久保礼司
- 録音：小川武
- 照明：大久保礼司
- 美術：露木恵美子
- 衣装：宮本まさ江
- ヘアメイク：小沼みどり
- 助監督：藤江儀全
- 配給：キノフィルムズ
- 制作会社 ：ジグロ、ホリプロ